# Торрес, Луис Эрнесто
Луи́с Эрне́сто То́ррес (исп. Luis Ernesto Torres; род. 7 ноября 1952) — парагвайский футболист, выступавший на позиции полузащитника. В 1979—1980 годах выиграл с асунсьонской «Олимпией» Кубок Либертадорес, Межконтинентальный кубок, Межамериканский кубок, чемпионат Парагвая, и одновременно со сборной страны — Кубок Америки.

## Биография
Луис Торрес родился в рабочем районе (баррио) Обреро в семье Апарисио и Росы Торрес. У него было пять братьев и сестёр — Маноло, Чучи, Нена, Мами и Карлос. Он начинал играть в футбол в детской команде «Фоменто». Благодаря хорошей игре 10-летнего Торреса пригласили в «академию» «Насьоналя», где в 1972 году он и дебютировал во взрослом футболе. Годом ранее в составе молодёжной сборной Парагвая Торрес стал чемпионом Южной Америки в своей возрастной категории — это был первый и, по состоянию на конец 2010-х годов, единственный титул парагвайской «молодёжки» на континентальном уровне.
В 1975 году Торрес перешёл в «Олимпию». В первый же год выиграл чемпионат Парагвая, но лучший период в этой команде начался в 1978 году. Тогда «Олимпия» начала серию из шести подряд побед в чемпионате страны, и в первые три внёс свой вклад Луис Торрес. В 1979 году Торрес выиграл с «Олимпией» Кубок Либертадорес. Он сыграл во всех 12 матчах своей команды в этом турнире — только в первой игре вышел на замену, а затем неизменно появлялся в основе. В первом финале на «Дефенсорес дель Чако» Луис Торрес сыграл весь матч против аргентинской «Боки Хуниорс», которая до этого дважды подряд выигрывала трофей. «Олимпия» выиграла 2:0. В ответной игре Торрес отыграл 72 минуты и был заменён на Хорхе Гуаша. Команды сыграли 0:0 и «Олимпия» сумела впервые в своей истории завоевать Кубок Либертадорес.
С 1975 по 1980 год Луис Эрнесто Торрес выступал за сборную Парагвая. В 1979 году, как и четырьмя годами ранее, Кубок Америки разыгрывался без единой страны-организатора, все стадии турнира проходили по олимпийской системе на вылет — дома и в гостях, и продолжался с июля по декабрь. Торрес сыграл в этом турнире в пяти матчах — в двух играх группового этапа, в первом полуфинале против Бразилии, в основе первой финальной игры против Чили, а также вышел на замену Освальдо Акино в дополнительной игре на нейтральном поле на «Хосе Амальфитани» в Буэнос-Айресе. Команды сыграли вничью 0:0 и Парагвай был провозглашён чемпионом за счёт лучшей разницы мячей в финале. Всего за сборную Парагвая Луис Эрнесто Торрес с 1975 по 1980 год сыграл 28 матчей.
В конце 1979 и начале 1980 года Торрес помог «Олимпии» завоевать Межконтинентальный кубок и Межамериканский кубок. Однако сезон 1980 года стал для 28-летнего полузащитника последним на профессиональном уровне: «Я перенёс две операции на колене и я не мог полностью восстановиться, поэтому я решил прекратить играть, потому что не мог делать этого так, как раньше», — рассказал Торрес в интервью парагвайским журналистам.
У Луиса и его супруги Лус Мерседес Лопес трое детей — Лилиана Мартель, Хорхе Луис и Эрнесто Луис.

## Титулы и достижения
- Чемпион Парагвая (4): 1975, 1978, 1979, 1980
- Обладатель Кубка Либертадорес (1): 1979
- Обладатель Межамериканского кубка (1): 1979
- Обладатель Межконтинентального кубка (1): 1979
- Обладатель Кубка Америки (1): 1979